# Марцел
Марцел (мађ. Marcell), мађарски облик имена Марцелиус (лат. Marcellus). Име потиче од породичног имена које има за основу име Маркус (лат. Marcus).
Женски парњак овог имена је Марцела (мађ. Marcella) 

## Имендани
- 9. јануар.
- 16. јануар.
- 26. јануар.
- 14. август.

## Варијације имена
- итал.
- Ара.: مارسيلو
- фр.
- енгл.
- јап.
- Хин.: मर्चेल्लो
- Кан.: ಮರೆಚ್ಲೊಲ್
- пољ.
- порт.
- Пун.: ਮਰ੍ਚੇਲ੍ਲੋ
- рус.
- шп.
- Тед.: Marcellus
- Тел.: మరెచ్లొ

## Познате личности
- Марцел Бенедек - (мађ. Benedek Marcell), мађарски историчар књижевности,
- Марцел Јанковић - (мађ. Jankovics Marcell), мађарски режисер, историчар уметности, илустратор књига,
- Марчело Мастројани - (итал. Marcello Mastroianni), италијански глумац,
- Марсел Пруст - (фр. Marcel Proust), француски писац,
- Касијус Марцелијус Клеј - (енгл. Cassius Marcellus Clay), касније Мухамед Али (Muhammad Ali), боксер.